# 앙굴렘의 작위
앙굴렘 (앙구무아)은 아키텐 왕국으로서 카롤링거 제국의 일부인 서부 프랑스에 위치했다. 샤를마뉴의 계승자 밑에서 앙굴렘 지역 백작들은 독립 상태였고 1308년까지 프랑스 왕령지에 속하지 않았다. 브레티니 조약(1360년)으로, 그때부터 앙굴렘 백작의 지배를 받던 앙구무아는 에드워드 3세에게 잉글랜드의 영토로 양도되었다. 1371년에 앙굴렘은 오를레앙 공작 루이 1세 드 발루아에게 넘겨지기 전에는 베리 공작의 영지가 되었고 두 가문 모두 다 프랑스 왕실 가문의 방계 가문이었다. 그때부터 1515년에 앙굴렘 백작 프랑수아가 왕위에 오르전까지 발루아 가문의 방계인 오를레앙 가문이 소유했다. 앙구무아는 공작령으로서 결국에는 프랑스의 왕령지로 합병되었다.

## 앙굴렘 백작

### 기엘미드 가(Guilhelmides, Williami)
- 튀르피옹 당굴렘 (839–863)[1]
- 에느몽 드 푸아티에 (863–866),[2] 튀르피옹의 형제
  - 에메르 드 푸아티에 (Aymer I de Angoulême) (916-926),[3] 에느몽의 아들

### 타이페르 가

앙굴렘 백작 문장.

- 뷜그랭 1세 (866–886)[4] - 카를 대머리왕에게 임명된 초대 세습 백작.
- 오두앙 1세 (886–916)[5] 뷜그랭 1세의 아들
- 기욤 2세 ("타이페르" 1세) (926–c.945),[6] - 오두앙 1세의 아들
- 아데마르 2세 (945년 이후–952년 이전)[7] - 기욤 2세의 아들
- 베르나르 1세 (945년 이후–952년 이전)[8] 기욤 1세의 아들 (기욤 1세는 뷜그랭 1세의 아들이자 오두앙 1세의 형제이다)
- 아르노 1세 보라티오 (950년 이후–952년 이전),[9] 오두앙 1세의 아들
- 기욤 3세 당굴렘 (952/964–973/975년 이전),[10] 베르나르의 아들
- 랑눌 드 페리고르 (973/975–975),[11] 베르나르의 아들
- 리샤르 1세 드 페리고르 (975?),[12] 베르나르의 아들
- 아르노 망제르 (975–988),[13] 기욤 2세의 아들
- 기욤 4세 (타이페르 2세) (988–1028),[14] 아르노의 아들
- 오두앙 2세 (1028–1031),[15] 기욤 4세의 아들
- 조프루아 (1031–1047),[16] 4세의 아들
- 풀크 (1047–1087),[17] 조프루아의 아들
- 기욤 5세 (타이페르 3세) (1087–1120),[18] 풀크의 아들
- 뷜그랭 2세 (1120–1140),[19] 기욤 5세의 아들
- 기욤 6세 (타이페르 4세) (1140–1179),[20] 뷜그랭 2세의 아들
- 뷜그랭 3세 (1179–1181),[21] 기욤 6세의 아들
- 기욤 7세 (타이페르 5세) (1181–1186),[22] 기욤 6세의 아들
- 에메르 3세 (1186–1202),[23] 기욤 6세의 아들
- 이자벨 (1202–1246),[24] 에메르 3세의 딸
  - 잉글랜드의 군주 존 (플랜태저넷 가) (1202–1216) - 이자벨의 첫번째 남편
  - 위그 10세 드 뤼지냥 (뤼지냥 가, see below) (1220–1249) - 이자벨의 두번째 남편

### 뤼지냥 가

뤼지냥 영주의 문장.

- 위그 10세 드 뤼지냥 (위그 1세 당굴렘) (1219–1249).[25] 그의 아버지 위그 9세 드 뤼지냥은 뷜그랭 3세의 딸 마틸드 당굴렘과 결혼했었다.
- 위그 11세 드 뤼지냥 (위그 2세 당굴렘) (1246–1250)
- 위그 12세 드 뤼지냥 (위그 3세 당굴렘) (1250–1270)
- 위그 13세 드 뤼지냥 (위그 4세 당굴렘) (1270–1303)
- 기 (1303–1308)
- 아키텐 왕국령 (1308–1317)
- 왕실 영지 (1317–1328)

### 왕가 출신자
- 잔 (1328–1349) - 카페 가 출신으로 남편인 에브뢰 가 출신 필리프 3세와 공동 소유하였다.
  - 필리프 (1328–1343) - 에브뢰 가 출신
- 샤를 드 라 세르다 (1350–1354) - 라 세르다 가 출신
- 장 1세 (1356–1374) - 발루아 가 출신
- 루이 1세 (1404–1407) - 오를레앙 공작이기도 하며, 발루아오를레앙 가 출신
- 장 2세 (1407–1467) - 발루아오를레앙앙굴렘 가 출신
- 샤를 (1459–1496) - 발루아오를레앙앙굴렘 가 출신
- 프랑수아 (1496–1515) - 발루아오를레앙앙굴렘 가 출신

## 앙굴렘 공작
- 루이즈 (1515–1531)
- 왕실 영지
- 샤를 (1540–1545)
- 왕실 영지
- 샤를 (1550)
- 앙리 (1551–1574)
- 앙리 (1574–1582)
- 디안 (1582–1619)
- 샤를 (1619–1650)
- 루이 엠마뉘엘 (1650–1653)

발루아오를레앙 가의 앙굴렘 백작 문장.

- 프랑스 마리(Frances Marie, 1653–1696)
  - 루이 2세(Louis II, 1653–1654)
- 왕실 영지
- 엘라자베트 마르그리트 도를레앙 (1675–1696)
- 왕실 영지
- 샤를 드 프랑스 (1710–1714)
- 왕실 영지
- 샤를 필리프 드 프랑스 (1773–1836)
- 루이 앙투안 다르투아 (1836–1844)
- 왕실 영지

## 참고 서적과 자료
- Hazlitt, W. Carew. The Coinage of the European Continent. London: Swan Sonnenschein, 1893.
- Migne, Jacques-Paul. Dictionnaire de l'art de vérifier les dates des faits historiques, des chartes, des chroniques et autres anciens monuments. Paris: J.-P. Migne, 1854.